# 干旱台地高原国家公园
干旱台地高原国家公园成立于1979年，是南非西开普独立的干旱台地高原，西博福特附近的一个野生生物保护区。该区几乎是半荒漠的，因孤立而闻名。国家公园占地面积为767.9km²，是众多沙漠哺乳类动物广为人知的黑雕的家园。它也是世界上五大公园中拥有陆龟品种最多的。濒危动物如黑犀和南非山兔都成功在此安家。
许多化石裸露在国家公园和周边地区，其中一些估计有将近3亿年。许多化石可追溯到地球历史的中生代。这个时期间，这里一片汪洋大海，泥沙覆盖在生物尸体上方。而后，这个地方变成了火山岩，当砂岩侵蚀掉后，它留下了具有干旱高台高原特征的锥形和平层山脉。
干旱台地高原国家公园因与斑驴项目而著名，这个项目由莱茵霍尔德·劳运营，旨在挽救外观和举动极像灭绝斑驴的动物。1998年，14只与斑驴形似的斑马被放到公园，2005年1月，与斑驴极其相像的马驹诞生，在它身体局部地方有窄而细的条纹。由此，劳预测到一只真正完整的斑驴会在第四代繁殖后出现。

## 拓展链接
- Karoo National Park official website （页面存档备份，存于）